# Brottning vid olympiska sommarspelen 1912
Brottningen vid olympiska sommarspelen 1912 hölls i Stockholm och innehöll endast grekisk-romersk stil, i fem viktklasser. Tävlingarna var endast öppna för män. Den näst tyngsta klassen fick ingen guldmedaljör, efter att finalen inte kunnat avgöras efter 9 timmars match. Domaren bestämde att det skulle bli silver till båda finalisterna. 

## Medaljer

### Medaljsummering
| Plac. | Land     | Guld | Silver | Brons | Totalt antal medaljer |
| ----- | -------- | ---- | ------ | ----- | --------------------- |
| 1     | Finland  | 3    | 2      | 2     | 7                     |
| 2     | Sverige  | 1    | 2      | 1     | 4                     |
| 3     | Tyskland | 0    | 1      | 0     | 1                     |
| 3     | Ryssland | 0    | 1      | 0     | 1                     |
| 5     | Danmark  | 0    | 0      | 1     | 1                     |
| 5     | Ungern   | 0    | 0      | 1     | 1                     |

## Medaljtabell

### Grekisk-romersk stil, herrar
| Klass                     | Guld                      | Silver                     | Brons                          |
| Fjädervikt Detaljer...    | Kaarlo Koskelo · Finland  | Georg Gerstäcker Tyskland  | Otto Lasanen · Finland         |
| Lättvikt Detaljer...      | Emil Väre · Ryssland      | Gustaf Malmström · Sverige | Edvin Mattiasson · Sverige     |
| Mellanvikt Detaljer...    | Claes Johansson · Sverige | Martin Klein · Ryssland    | Alfred Asikainen · Finland     |
| Lätt tungvikt Detaljer... | Ingen                     | Anders Ahlgren · Sverige   | Béla Varga Ungern              |
| Lätt tungvikt Detaljer... | Ingen                     | Ivar Böhling · Finland     | Béla Varga Ungern              |
| Tungvikt Detaljer...      | Yrjö Saarela · Finland    | Johan Olin · Finland       | Søren Marinus Jensen · Danmark |